# Фенелонов, Евгений Алексеевич
Евгений Алексеевич Фенелонов (29 апреля 1929, Бердичев, УССР, СССР — 12 января 2021) — советский и российский библиотековед и библиотечный деятель, кандидат педагогических наук, заслуженный работник культуры РСФСР.

## Биография
Родился 29 апреля 1929 года в Бердичеве. В 1947 году поступил на библиотечный факультет МГБИ, который он окончил в 1952 году, в том же году поступил на аспирантуру там же, которую он окончил в 1955 году. В 1955 году был избран на должность первого директора Липецкой областной библиотеки, которая распахнула свои двери в качестве библиотечно-информационного и организационно-методического центра, данную должность он занимал вплоть до 1961 года. В связи с успехами его карьеры, в 1961 году был переведён в Москву в Министерство культуры РСФСР и назначен на должность заместителя начальника отдела библиотек, в 1968 году был повышен в должности — стал начальником Управления библиотек, в 1974 году возглавил Главный информационно-вычислительный центр. В 1979 году был принят на работу в ГБЛ и назначен на должность заместителя директора по науке, данную должность он занимал вплоть до 1989 года, после чего работал в РГБ в качестве ведущего научного сотрудника.
Скончался 12 января 2021 года.

## Научные работы
Основные научные работы посвящены проблемам организации сети библиотек и управления библиотечным делом. Автор свыше 200 научных работ.